# Micomp Systemy Komputerowe
Micomp Systemy Komputerowe (zapis stylizowany MiCOMP) – przedsiębiorstwo z branży informatycznej, działające w Katowicach od 1984 roku.

## Historia
Pierwszym jego produktem były urządzenia zapewniające teletransmisję danych dla systemów komputerowych ICL/Odra, zaprojektowane przez pracującego wówczas na uczelni Jerzego Szymurę wraz ze Stanisławem Pucką i Witoldem Jureczko. W maju 1984 r. żona konstruktora Bożena Nowak-Szymura zarejestrowała działalność gospodarczą. Pierwszym klientem był Instytut Organizacji i Zarządzania Politechniki Warszawskiej.
Od początku lat dziewięćdziesiątych XX wieku MiCOMP specjalizuje się w produkcji i wdrażaniu oprogramowania i świadczeniu usługi dla urzędów marszałkowskich i miejskich. Oprócz oprogramowania powtarzalnego realizuje również systemy informatyczne „pod klucz”, jak na przykład projekt SERCE-POMOST wspomagający zadania realizowane przez Ośrodki Pomocy Społecznej oraz BUDŻET ST SYSTEM II wykonany na zlecenie Ministerstwa Finansów system dla centralnej sprawozdawczości, służący usprawnieniu sporządzania i przekazywania sprawozdań budżetowych jednostek samorządu terytorialnego i Regionalnych Izb Obrachunkowych.
Przedsiębiorstwo oferuje system planowania zasobów przedsiębiorstwa Zintegrowany System Informatyczny MAGISTRAT II. W jego skład wchodzą niezależne produkty, mogące również pracować samodzielnie, takie jak: Eurobudżet, Należności, Ewidencja Ludności, Działalność Gospodarcza. System pozwala na integrację z innymi systemami zewnętrznymi producentów trzecich.

## Nagrody i wyróżnienia
Micomp zdobył nagrody i wyróżnienia, między innymi: Firma Nowego Millenium, Lider Rynku 2000, nagrodę specjalną Softarg 1994 za zaawansowanie we wdrażaniu systemów dla administracji rządowej i samorządowej za system Magistrat.